# Violanta av Bar
Violanta av Bar, född 1365 i Bar le Duc i Lorraine (Frankrike), död 1431 i Barcelona, var drottning av Aragonien 1387–1395, gift med Johan I av Aragonien. Hon var Aragoniens ställföreträdande regent under makens sjukdom 1388–1395.

## Biografi
Violanta av Bar var dotter till den franske vasallmonarken hertig Robert I av Bar och Marie av Frankrike, och dotterdotter till Johan II av Frankrike. 
Hennes familjemiljö dominerades av extraordinär lyx och kultur, influerat av närvaron av stora gestalter inom musik och litteratur (William de Machaut, Eustace Deschamps, Oton de Granson, Jean d'Arras), något som väckte ett stort intresse hos henne för konstnärliga frågor.
Den 29 april 1480 gifte sig Violanta med Johan, hertig av Gerona. Äktenskapet beskrivs som lyckligt, varade i sexton år och sex barn föddes, som alla dog i förtid utom den förstfödde. Violanta beskrivs som viljestark och dominant, men samtidigt kärleksfull och hänsynsfull mot sin make, vars intressen hon arbetade för att främja. Paret delade samma smak i musik, böcker, magi och astrologi.

### Drottning
Violantas make blev kung 1387. Maken och hans bror hade aldrig godkänt sin fars giftermål med Sibila av Fortia, och han och Violanta höll därför Sibilia inspärrad sedan de bestigit tronen. Violanta kom att spela en dominant roll inom både det politiska och kulturella livet i Aragonien.
Violanta gjorde hovet till ett centrum för fransk kultur, där hon främjade en kultur av fransk trubadurpoesi. Hon beställde åtskilliga poetiska, litterära och musikaliska verk, som användes vid hovet och därigenom introducerades i Aragonien. 1383 mottog hon Roman de La Rose genom förmedling av hertigen av Berry. Hennes tro på trollformler – uppenbar i den rikliga korrespondens hon upprätthöll med sin man – fick henne att konsultera många böcker och använda olika föremål för att bota sjukdomar eller eliminera obekväma fiender.
Violantas make gav hennes stort politiskt ansvar, och lät henne fungera som sin ställföreträdare vid ett flertal tillfällen när han var sjuk eller frånvarande. Hon fungerade som sin makes förtrogna och rådgivare, och han anförtrodde henne alla politiska frågor och lydde hennes råd. Han lämnade över ansvaret för statliga uppgifter till Violanta, samtidigt som han ägnade sig åt sina favorithobbyer, särskilt jakt. Violanta beskrivs inte som en skicklig ekonom; tvärtom ägnade sig både hon och maken åt slöseri, ignorerade stadsrådens protester och tog istället lån hos bankerna i Florens.

### Änkedrottning
År 1396 blev hon änka och en period av stor osäkerhet kring tronföljden utbröt när hon förklarade att hon var gravid, vilket inte var sant. Istället tillträdde hennes makes bror Martin I tronen, eftersom Violantas enda barn var en flicka och Aragoniens tronföljd prioriterade män så länge sådana fanns.
När hennes svåger kung Martin avled barnlös 1409 utbröt en strid om tronföljden mellan Jaime de Urgel, barnbarnsbarn till Alfons IV, som representerade det mest avlägsna manliga arvet; Ludvig av Anjou, dotterson till Violanta; och Fernand de Antequera av Kastilien, son till Violantas svägerska Eleonora av Aragonien. 
Violanta stödde sin dottersons rätt till Aragoniens tron, och när parlamentet sammankallades i Calatayud 1411, lutade kungariket Aragonien till Ludvig av Anjou, på grund av hennes stöd. I striden som följde kom dock Ferdinand till slut att segra, och blev kung 1412.
Även som änka spelade hon en kulturell roll. År 1413 beställde hon från Barcelona en avhandling om bekännelse och en översättning av evangelierna från broder Antonios kanaler efter mycket specifika och exakta instruktioner; 1421 bad hon Carraois de Vilaragut om sin bibel på katalanska att få den kopierad av sin kaplan Antoni Palomar.